# احذروا هذه المرأة (فلم)
إحذروا هذه المرأة فيلم دراما مصري للمخرج سيد طنطاوي عام 1991 من سيناريو وحوار وصفي درويش. الفيلم من بطولة نجلاء فتحي وعايدة رياض ومحمود حميدة وحسن كامي.
تدور الأحداث حول الدكتورة «نادرة» التي تجد قتيلًا في منزلها وتُتَّهَم بقتله، وذلك بعد أن حاولت كَشْف زيف إدعاء بعض الأطباء بأنهم إكتشفوا علاجًا للسرطان.
صدر الفيلم بدور العرض المصرية في 25 نوفمبر 1991.
منح موقع قاعدة بيانات الأفلام العربية «السينما.كوم» الفيلم درجة 5.9/ 10.

## طاقم التمثيل
نجلاء فتحي: في دور الدكتورة نادرة (باحثة بالهيئة القومية للرقابة والبحوث الدوائية)
عايدة رياض: في دور الدكتورة وفاء (صديقة وزميلة الدكتورة نادرة)
محمود حميدة: في دور عباس (المتآمر ضد الدكتورة نادرة)
حسن كامي: في دور رسمي بيع (مسؤول كبير)
خليل مرسي: في دور رئيس النيابة
مريم فخر الدين: في دور عمة الدكتورة نادرة
أمل إبراهيم: في دور سميرة (خادمة الدكتورة نادرة)
سعيد الصالح: في دور فرماوي (صديق عباس)
إبراهيم الشرقاوي: في دور خليل مرسي (صديق عباس)
أشرف قنديل: في دور نبيه بيه (صاحب حقوق تصنيع وتوزيع المصل)
نبيلة حسن: في دور يسرية (شقيقة عباس)
مجدي سعيد: في دور فرج (زوج يسرية)
فؤاد برهام: في دور المحامي فؤاد برهام
أيمن شاهين: في دور فاضل (ضابط مباحث)
مصطفى رزق: في دور سعد (المتسول)
نادية شمس الدين: في دور أم دعبس (الداية)
علي الزفتاوي: في دور الطبيب النفسي
نبوية السيد: في دور قدرية (قارئة الفنجان)
مطاوع عويس: في دور حارس بوابة مستشفى الأمراض العقلية)
محمد جمعة: في دور عسكري الشرطة
بالاشتراك مع: مجدي محجوب - علي جمعة - رام منشاوي - أشرف خيري - أحلام حلمي (راقصة) - أمورة (راقصة) - فاطمة شعبان (مطربة شعبية) - رغدة (طفلة) - أمنية وهبة (طفلة).

## أحداث الفيلم
تعيش الدكتورة نادرة (نجلاء فتحى)، الباحثة بالهيئة القومية للرقابة والبحوث الدوائية، وحيدة فهى مطلقة، وتعيش مع خادمتها سميرة (أمل إبراهيم)، بعد هجرة شقيقها للخارج، وتقاوم جهود عمتها (مريم فخر الدين) التي تحثها على الزواج، وتجلب لها الأزواج أصحاب المراكز المرموقة، ونادرة لها صديقة وحيدة منذ الطفولة، هي الدكتورة وفاء (عايدة رياض). تم بالخارج اكتشاف للإنفلونزا، وتمكن نبيه بيه (اشرف قنديل) من الفوز بتصنيعه وتوزيعه في مصر، وتقدم لهيئة رقابة الدواء للحصول على التصريح بتصنيعه، وتولت د.نادرة دراسة المصل وفحصه، وإكتشفت أن 20٪ من فئران التجارب، تصاب بالسرطان بمجرد تناولها للمصل. فوجئت نادرة، قبل الانتهاء من تقريرها، بأن رئيس الهيئة علوي بيه، يقيم مؤتمرا صحفياً ليعلن موافقة الهيئة، على دخول المصل لمصر، ولأن هناك هيئات دولية تكتشف الأمصال، ثم تجربها اولا على دول العالم الثالث، قبل ان تقر استخدامه في بلادها، لذلك انتفضت الدكتورة نادرة وأعلنت أن الأبحاث على المصل لم تنتهي بعد، ولكنها قوبلت بعاصفة من الإعتراض، وقام الحرس بإخراجها من المؤتمر، كما فوجئت بمسئول كبير إسمه رسمي بيه (حسن كامى)، يهدئ من روعها، ويؤيدها في اعتراضها، ويبدي استعداده لمساعدتها، وعرض عليها زيارته في عزبته الريفية، فصحبت نادرة معها صديقتها وفاء وابنتها الصغيرة ناديه (أمنية وهبه). عادت نادرة لمنزلها لتفاجأ بوجود سعد (مصطفى رزق)، المتسول الذي يجلس أمام منزلها وتعطف عليه، مقتولا في سريرها فتبلغ الشرطة. قام رسمى بيه بتوكيل المحامى فؤاد (فؤاد برهام) لحضور تحقيقات النيابة مع نادرة، وفوجئ رئيس النيابة (خليل مرسي) بحضور عباس (محمود حميدة) ليعترف أنه هو الذي قتل المتسول، ولكن جاء زميله الفرماوى (سعيد الصالح) ليؤكد انه كان مع عباس بالأمس محجوزان في قسم الشرابية، وبتضييق الخناق على عباس، اعترف أنه ميكانيكي وعلى علاقة حب مع د. نادرة، وأنه أراد أن يفتديها. أنكرت نادرة معرفتها بعباس، ولأن القتيل قد ثبت قتله بحديقة المنزل، ثم تم نقله لداخل الشقة، ولأن القتيل ضخم الجثة، فقد شك رئيس النيابة في قدرة نادرة على قتله ونقله في تلك الفترة الزمنية القصيرة، ولذلك أفرج عنها بضمان وظيفتها. شعرت نادرة بصورة ضبابية لكل الأحداث، فإقترح عليها رسمى بيه العرض على الطبيب النفسي (على الزفتاوى) الذي رجح لها إصابتها بانفصام في الشخصية، وزارها عباس بمنزلها، واكد لها بما لا يدع مجالا للشك، انه كان على علاقة بها، وانه عاشرها جنسيا، وذكر لها علامات بجسدها، وصحبها لشقته التي كان يلتقى بها فيها، وبحقيبتها مفتاحها، وفوجئت الدكتورة نادرة بوجود ملابسها الداخلية بالشقة، وجاء أصدقاء عباس، الفرماوى وخليل لقضاء السهرة مع عباس، ووجدوا نادرة فأرادوا اغتصابها، ولكن عباس فاق لرشده، ومنعهم من الاعتداء عليها، لأن ذلك لم يكن في الإتفاق، وكانت النتيجة ان فقأ عباس عين خليل، وأراد الجميع التخلص من عباس، الذي استطاع الفرار منهم، بينما اتهم خليل الدكتورة نادرة بأنها فقأت عينه، وأصيبت نادرة بإنهيار عصبي وأودعت مستشفى المجانين. تسلل عباس اليها ليلاً، واعترف لها انه تلقى اموالا كثيرة من شخص يدعى نبيه بيه، ليقوم وأصدقاءه لتوصيلها لحالة الجنون، وقام بمساعدتها على الهرب من المستشفى، واستضافها لدى شقيقته يسرية (نبيلة حسن). ذهب عباس ونادرة لمقابلة وفاء، فوجدوها مقتولة، وهرب الاثنان ليتم اتهامهما بقتل وفاء، وحاول خليل قتل عباس بعد ان قبض الثمن من نبيه بيه، ولكن تمكن منه عباس، وعلم منه مكان نبيه بيه، فقيده وتركه في شقته، التي داهمها البوليس ليقبض على عباس، فوجد خليل الذي تم مواجهته بالشغالة سميرة، التي انهارت واعترفت بأنها قبضت الثمن للإيقاع بالدكتورة نادرة، والتى لجأت لرسمى بيه ومعها عباس، ليحميهم من نبيه بيه وعصابته، ولكنهم وجدوا نبيه بيه في انتظارهم بالطريق لقتلهم. تمكن عباس من نبيه بيه وقاده إلى منزل رسمي بيه لتسليمه للشرطة، وليعترف بخيوط المؤامرة، ولكنهم اكتشفوا ان زعيم العصابة الكبير هو رسمي بيه، الذي أراد تسليم نادرة لمستشفى الأمراض العقلية، وتسليم عباس للشرطة لقتله نبيه بيه، وهنا استل عباس مطواة وطعن رسمي بيه في مقتل، وانتظر حضور الشرطة.

## وصلات خارجية
- مقالات تستعمل روابط فنية بلا صلة مع ويكي بيانات
- احذروا هذه المرأة على الدهليز
- احذروا هذه المرأة على كاروهات